# Rádio Despertar
Rádio Despertar ist ein Hörfunksender in Angola. Er gilt – neben dem kirchlichen Sender Rádio Ecclesia – als einzige Radiostation des südwestafrikanischen Landes, die nicht von der Regierung oder der Regierungspartei MPLA, bzw. ihr nahestehenden Geschäftsleuten, kontrolliert werden. Sie sendet in portugiesischer Sprache und in der Landessprache Umbundu, die von der größten Bevölkerungsgruppe, den Ovimbundu, gesprochen wird.

## Geschichte
Der Sender ist im Jahr 2002 auf der Grundlage des Friedensabkommens zwischen dem regierenden MPLA und der oppositionellen UNITA gegründet worden. Er wird von der UNITA als Nachfolger von „Rádio VORGAN“ betrieben. Rádio Vorgan war ein Rundfunksender, der während des Bürgerkriegs in Angola aus dem Untergrund heraus gegen die MPLA Propaganda sendete, gleichzeitig aber auch als Mittel der Kommunikation mit der Bevölkerung der von der UNITA kontrollierten Gebiete fungierte.
Die Konrad-Adenauer-Stiftung unterstützt den Sender dabei, sich als privates, kommerzielles Rundfunkmedium zu entwickeln. Gesponsert werden Programm-Trainings-Sitzungen.
Am 5. September 2010 war einer der Moderatoren von Rádio Despertar, der Journalist Alberto Chakusanga, von Unbekannten in seinem Haus in Viana erschossen worden. Er war der erste Journalist seit 2001, der in Angola umgebracht wurde. Am 22. Oktober 2010 wurde ein weiterer Mitarbeiter des Radiosenders von vier Unbekannten niedergestochen, als er sich von der Arbeit auf dem Weg nach Hause befand. Er wurde schwer verletzt, überlebte aber. Diese Vorfälle werden von Beobachtern als Teil der Angriffe auf regierungskritische Journalisten gesehen.
Am 13. Juli 2011 sprach Bundeskanzlerin Angela Merkel bei ihrem eintägigen Angola-Besuch auch mit Journalisten von Rádio Despertar, um sich über die Situation der Zivilgesellschaft in Angola zu informieren.